# Pietro Benedetti
Pietro Benedetti, detto Sartorino o Sartorini (1745 circa – dopo il 1792), è stato un sopranista e contraltista italiano.
Attivo nel XVIII secolo come cantante lirico castrato, non si conoscono precisamente le date di nascita e di morte; la sua attività è comunque databile tra il 1764 e il 1792.
Attorno all'ultimo periodo della sua carriera dovette mutarsi da sopranista a contraltista a causa di un grave abbassamento di voce.
È una figura nota alla storiografia musicale soprattutto per essere stato impegnato nella prima rappresentazione dell'opera Mitridate, re di Ponto di Wolfgang Amadeus Mozart al Teatro Regio Ducale di Milano il 26 dicembre 1770, nel ruolo di Sifare, figlio di Mitridate. È celebre un aneddoto relativo alle prove nei giorni antecedenti alla rappresentazione di tale opera: in una lettera di Leopold Mozart datata 15 dicembre 1770 venne riportata una dichiarazione di Sartorini (citato come "Primo uomo") secondo la quale, se non fosse stato apprezzato il duetto finale, egli si sarebbe fatto castrare una seconda volta:
Inoltre si ha notizia di una sua partecipazione ai seguenti spettacoli:
- il 3 gennaio 1769 nell'opera Lo sposo burlato di Niccolò Piccinni su libretto di Giovanni Battista Casti al Teatro Valle di Roma, nel ruolo di Lindora;[5][6]
- il 13 agosto 1769 nelle prime assolute di Merope e La bella eroina di Nicola Sala su libretto di Apostolo Zeno al Teatro San Carlo di Napoli, nel ruolo di Epitide;[7][8]
- il 26 dicembre 1769 nella prima assoluta di Enea in Cartagine di Giuseppe Colla diretto da Gaetano Pugnani al Teatro Regio di Torino, nel ruolo di Enea;[9][10]
- il 27 gennaio 1770 nell'opera Armida di Pasquale Anfossi su libretto di Jacopo Durandi al Nuovo Teatro Regio di Torino, nel ruolo di Rinaldo;[11][12]
- il 21 gennaio 1771 nell'opera Nitteti di Carlo Monza su libretto di Pietro Metastasio al Teatro Regio Ducale di Milano, nel ruolo di Sammete;[13][14]
- il 19 maggio 1771 nell'opera Orfeo ed Euridice di Christoph Willibald Gluck al Teatro Comunale di Bologna, nel ruolo di Orfeo;[15][16]
- il 26 novembre 1773 nella prima assoluta di Ricimero di Giovanni Battista Borghi su libretto di Francesco Silvani al Teatro San Benedetto di Venezia, nel ruolo di Vitige;[17][18]
- il 26 dicembre 1773 nella prima assoluta di La clemenza di Tito di Josef Mysliveček su libretto di Pietro Metastasio al Teatro San Benedetto di Venezia, nel ruolo di Sesto;[19]
- il 1º febbraio 1774 nell'opera Ipermestra di Johann Gottlieb Naumann al Teatro San Benedetto di Venezia, nel ruolo di Linceo;[20][21]
- il 26 dicembre 1781 nell'opera Adriano in Siria di Giacomo Rust su libretto di Pietro Metastasio al Teatro Regio di Torino, nel ruolo di Farnaspe;[22][23]
- il 19 gennaio 1782 nell'opera Solimano di Giuseppe Curcio su libretto di Giovanni Ambrogio Migliavacca al Teatro Regio di Torino, nel ruolo di Selim;[24][25]
- il 10 maggio 1782 nell'opera Artemisia di Giuseppe Calegari su libretto di Antonio Papi al Teatro San Benedetto di Venezia, nel ruolo di Alessandro;[26][27]
- il 12 settembre 1792 nell'opera Zenobia di Palmira di Pasquale Anfossi su libretto di Gaetano Sertor al Teatro Comunale di Bologna, nel ruolo di Arsace.[28][29] In quest'ultima sua esibizione egli non cantò come sopranista, bensì come contraltista.